# ارو آرنیو

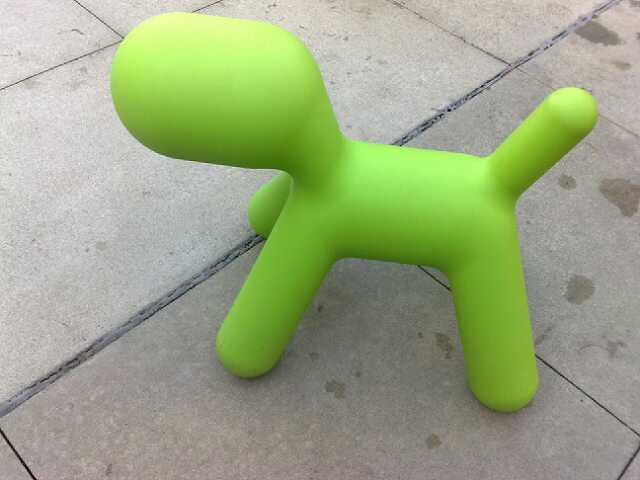
اسباب‌بازی پاپی (توله‌سگ) اثر: ارو آرنیو در گوگل‌پلکس، ۲۰۰۸ میلادی

ارو آرنیو (به فنلاندی: Eero Aarnio)؛ (زادهٔ ۲۱ ژوئیهٔ ۱۹۳۲ میلادی) یک طراح صنعتی و داخلی اهل فنلاند است که به خاطر طراحی‌های مبتکرانه‌اش در دههٔ ۱۹۶۰ میلادی، مانند صندلی‌های پلاستیکی و فایبرگلاس، مورد توجه قرار گرفته‌ است.
آرنیو در مؤسسهٔ هنرهای صنعتی در هلسینکی تحصیل کرد و دفتر خود را در سال ۱۹۶۲ میلادی راه‌اندازی کرد. سال بعد، او صندلی توپ خود را معرفی کرد که یک گوی توخالی روی یک پایه بود که از سو باز بود تا به افراد اجازه می‌داد در آن بنشینند. صندلی توپ در غرفهٔ آسکو در نمایشگاه بین‌المللی مبلمان کلن در سال ۱۹۶۶ میلادی به عموم مردم معرفی شد. صندلی حباب مشابه آن ولی شفاف و معلق از بالا بود. طرح‌های ابتکاری دیگر او شامل صندلی پاستیل (یک صندلی‌ دسته‌دارِ قالب‌گیری شده شبیه به صندلی کیسه لوبیا)، و صندلی گوجه‌فرنگی (صندلی که بین سه گوی نگهدارنده قالب‌گیری شده‌ است) بود. میز پیچ او، همان‌طور که از نامش پیداست، ظاهر یک پیچ سر صاف را داشت که در زمین فرورفته بود. او در سال ۱۹۶۸ میلادی جایزهٔ طراحی صنعتی آمریکا را دریافت کرد.
طرح‌های آرنیو جنبهٔ مهمی از فرهنگ عامه در دههٔ ۱۹۶۰ میلادی بود و اغلب به‌ عنوان بخشی از صحنه‌های دورۀ فیلم‌های علمی-تخیلی دیده می‌شد. از آنجایی که طرح‌های او از فرم‌های هندسی بسیار ساده استفاده می‌کردند، برای چنین تولیداتی ایده‌آل بودند. ارو آرنیو به ایجاد طرح‌های جدید از جمله اسباب‌بازی و مبلمان برای کودکان ادامه می‌دهد. ارو آرنیو فروشگاه اینترنتی رسمی خود و اولین نمایشگاه ارو آرنیو دیزاین را در هلسینکی افتتاح کرد. در آنجا می‌توانید آخرین طراحی، نمونه‌های اولیه و آخرین اخبار آرنیو را بیابید. بسیاری از طرح‌های اصلی آرنیو امروزه توسط ارو آرنیو اُریجینالز که در سال ۲۰۱۶ میلادی تأسیس شد، تولید می‌شوند.
در مجموعهٔ مانگای بلیچ از تیته کوبو، شخصیت آرونیرو آروروئری به نام ارو آرنیو نامگذاری شده‌ است.